# 307
Період тетрархії у Римській імперії. У Китаї править династія Західна Цзінь, в Японії триває період Ямато. У Персії править династія Сассанідів.
На території лісостепової України Черняхівська культура. У Північному Причорномор'ї готи й сармати.

## Події
- Галерій, август Східної Римської імперії, відправив цезара Заходу Флавія Севера у похід проти узурпатора Максенція. Втім, армія перейшла на бік узурпатора, Север втік до Равенни, де був полонений Максенцієм. Восени того ж року Галерій сам очолив похід проти Максенція, проте зазнав поразки і відступив.
- За сприяння Максиміана Костянтин одружився з його молодшою донькою Фаустою і прийняв титул августа (цезарем був Максиміан).

## Померли
- Флавій Север
- Свята Євфимія